# Società segrete russe (1816-1825)
Un ruolo importante nella formazione politica di una parte dei giovani ufficiali nobili russi ebbero le guerre combattute contro Napoleone, la permanenza all'estero e particolarmente nella Francia occupata: il confronto con la più avanzata società europea li convinse della necessità di un'azione rivoluzionaria che trasformasse l'arretrata realtà feudale e autocratica della Russia zarista. Sorsero così in Russia le prime società segrete.

## La «Lega della salvezza»
Nel 1816 il principe, colonnello Nikolaj Petrovič Trubeckoj, i tenenti colonnelli, fratelli Matvej e Sergej Ivanovič Murav'ëv-Apostol, il colonnello Aleksandr e il generale Nikita Nikolaevič Murav'ëv, e il capitano Ivan Dmitreevič Jakuškin fondarono a San Pietroburgo la Lega della salvezza, il cui compito doveva consistere nell'abolizione della servitù della gleba e dell'assolutismo. Della società avrebbero dovuto far parte ufficiali dell'esercito e funzionari statali in modo che, dopo la morte dello zar, l'esercito prendesse nelle sue mani il controllo dell'ordine pubblico e si desse quanto prima l'avvio alle riforme costituzionali.
La società, cui aderì anche Pavel Ivanovič Pestel', a causa della cautela con la quale cercava di ottenere nuove affiliazioni, non riuscì a raccogliere intorno a sé un numero sufficiente di aderenti, e decise di riorganizzarsi.

## L'«Unione della prosperità»
Fu così fondata nel 1818 l'Unione della prosperità: ad essa avrebbe potuto aderire chiunque e, proponendosi di conquistare l'opinione pubblica, i fondatori cercarono di svolgere un'attività cospirativa soprattutto presso i circoli intellettuali: erano stati programmati tempi lunghi per l'attuazione del colpo di Stato che avrebbe dovuto essere effettuato da lì a circa venti anni.
L'Unione, con la quale simpatizzarono diversi letterati, come Puškin e Griboedov, riuscì a raggiungere la cifra di alcune centinaia di affiliati, costituendo una decina di «giunte» o sezioni in diverse città della Russia. Nella riunione della «giunta suprema», tenuta a San Pietroburgo nel gennaio del 1820, fu deciso, su iniziativa di Pestel, che la nuova Russia si sarebbe costituita in Repubblica: la proposta di Nikita Murav'ëv di passare subito all'azione, uccidendo lo zar, fu invece respinta.
Gli avvenimenti sembravano favorevoli a un'iniziativa rivoluzionaria: nell'ottobre, a San Pietroburgo, ci fu la rivolta del reggimento della Guardia Semënov e la propaganda rivoluzionaria era penetrata anche nel reggimento Preobraženskij. D'altra parte, la vigilanza e le repressioni delle autorità si fecero più pressanti. mettendo a rischio la sopravvivenza della stessa Unione: nel convegno di Mosca del 1821 fu decisa una nuova riorganizzazione della società.

## L'«Associazione del Nord» e l'«Associazione del Sud»
L'Unione della prosperità fu sciolta e furono costituite due nuove organizzazioni: l'«Associazione del Nord», che faceva capo a Nikita Murav'ëv, a San Pietroburgo, e l'«Associazione del Sud», in russo Южное общество?, che aveva il suo centro a Tulčin, in Ucraina, e faceva capo a Pestel': entrambe mantennero il comune programma della liquidazione dell'assolutismo zarista e la tattica dell'insurrezione armata. Le due associazioni stabilirono anche contatti con le organizzazioni indipendentiste della Polonia per definire iniziative comuni.
Occorreva stabilire ancora un dettagliato programma costituzionale per la nuova società russa: a questo scopo, le due associazioni elaborarono due distinti progetti. Il programma di Pestel', da lui chiamato La verità russa, prevedeva la costituzione di una Repubblica democratica, retta dal potere legislativo riservato a un Parlamento i cui rappresentanti erano eletti dai cittadini maggiorenni, i quali, senza distinzione di censo, avrebbero goduto di tutti i diritti politici. La servitù della gleba era pertanto abolita e, confiscate le grandi proprietà terriere, lo Stato avrebbe amministrato metà delle terre disponibili alla coltivazione, dandole in concessione ai contadini, e vendendo o affittando l'altra metà. In questo modo, il feudalesimo sarebbe stato distrutto e si apriva la strada alla costituzione della piccola e media proprietà terriera.
Il programma elaborato da Nikita Murav'ëv era invece molto più moderato; prevedeva una monarchia costituzionale, con un Parlamento eletto dai cittadini che avessero un reddito di almeno 500 rubli. I possessori di un reddito inferiore non avrebbero così goduto di diritti politici e, pur abolendo la servitù della gleba, ai contadini non sarebbe stata concessa la terra: la grande proprietà fondiaria veniva così conservata e il peso determinante, nella gestione della cosa pubblica, restava appannaggio della nobiltà.
Il programma di Murav'ëv, così come il progetto, comune alle due associazioni, di prendere il potere attraverso un putsch militare testimoniava la diffidenza di questi rivoluzionari verso le classi popolari: essi ritenevano che, a differenza della Rivoluzione francese, la loro sarebbe stata una rivoluzione del tipo della contemporanea rivoluzione spagnola che, come sostenne Bestužev-Rjumin, non sarebbe costata «nemmeno una goccia di sangue, perché portata a termine dal solo esercito, senza partecipazione popolare». A causa delle profonde differenze rilevate nella compilazione dei programmi, le due associazioni proseguirono i contatti per stemperare le divergenze: con l'ingresso nel 1824 del poeta Kondratij Fëdorovič Ryleev nell'«Associazione del Nord», Murav'ëv apportò modifiche in senso più democratico al suo progetto di Costituzione, estendendo il diritto di voto con l'abbassamento del censo e riconoscendo ai contadini, dopo la liberazione, il diritto a ottenere una casa e un appezzamento di terra.
Nel 1825 vi fu un'accelerazione nello sviluppo delle due società: nell'«Associazione del Sud» confluirono gli aderenti alla «Società degli slavi uniti», che era stata fondata nel 1823 dai fratelli Borisov, sostenitori della creazione di una Repubblica federativa che comprendesse russi, polacchi e le altre etnie slave, con un programma di democrazia sociale molto avanzata. I maggiori responsabili delle associazioni fissarono l'insurrezione militare per la primavera del 1826 ma un evento improvviso li costrinse a mutare i loro piani: il 19 novembre/1º dicembre 1825 moriva lo zar Alessandro I.

## La rivolta decabrista

### A San Pietroburgo
Alessandro I non aveva eredi diretti e pertanto, secondo la legge, sarebbe dovuto succedergli il maggiore dei suoi fratelli, il granduca Costantino, in quel momento a Varsavia, il quale, per altro, aveva da tempo rinunciato al trono. Successore di Alessandro veniva a essere l'altro fratello Nicola, che prima di salire al trono chiese a Costantino una formale rinuncia, proclamandolo intanto nuovo zar di tutte le Russie.
Approfittando di quel periodo di confuso interregno, l'«Associazione del Nord» stabilì di compiere il colpo di Stato nel giorno e nel momento in cui la guarnigione di San Pietroburgo fosse stata riunita nella piazza Petrovskaja, di fronte al Senato, per prestare il giuramento di rito al nuovo imperatore. Con la minaccia armata, il Senato avrebbe dovuto proclamare la decadenza del regime e la convocazione di un'Assemblea costituente, mentre altre truppe avrebbero arrestato lo zar e la sua famiglia e si sarebbero impadronite dei centri nevralgici della città.
La comunicazione della rinuncia al trono di Costantino pervenne da Varsavia a San Pietroburgo soltanto il 13 dicembre/25 dicembre e il giuramento dei militari fu così fissato per il giorno successivo. Intanto però, il Consiglio di stato prestò giuramento di fronte a Nicola I quella notte stessa, imitato alle prime ore della mattina seguente dai senatori, che lasciarono poi il palazzo del Senato.
La mattina del 14 dicembre/26 dicembre gli ufficiali congiurati conducevano l'agitazione nelle caserme dove erano ancora acquartierati i reggimenti, allo scopo di condurli sulla piazza del Senato già mobilitati per l'insurrezione, mettendoli sotto il comando del principe Trubeckoj, nominato dai rivoltosi dittatore provvisorio, mentre già volantini annuncianti la sollevazione venivano diffusi nella capitale. Ai soldati si diceva che Costantino non aveva abdicato, che anzi egli intendeva concedere la Costituzione, abolire la servitù della gleba e ridurre la durata del servizio militare: per questo motivo, si diceva, Nicola lo aveva allontanato dal trono.
Il primo a raggiungere la piazza fu il reggimento «Moskva», che si dispose a quadrato ma attese invano l'arrivo di Trubeckoj, rimanendo così senza ordini. Era presente Ryleev che però, malato, si allontanò quasi subito: arrivò invece il governatore della capitale, il generale Miloradovič, che tentò di dissuadere i rivoltosi, ma fu ucciso dal tenente Kachovskij.
«Una folla sterminata invase piazza del Senato e le vie adiacenti. I generali di Nicola furono aggrediti con pietre e palle di neve, si strapparono loro le spalline. Quando lo zar e il suo seguito osarono mostrarsi nella piazza, gli operai della cattedrale di S. Isacco, che era ancora in costruzione, li allontanarono con le assi di legno, come attesta lo stesso Nicola nel suo diario». Nuovi reparti ribelli si congiunsero al «Moskva», ma anche truppe fedeli allo zar vennero a circondare i rivoltosi, che assommavano a circa 3.000 uomini. Per diverse ore gli opposti reparti si fronteggiarono, senza arrivare al conflitto aperto. Nel pomeriggio, Nicola ordinò l'impiego dell'artiglieria: i cannoni, caricati a mitraglia, dispersero i soldati che cercarono scampo nella vicina Neva ghiacciata, dove cercarono di riorganizzarsi, ma le cannonate li raggiunsero anche lì. La rivolta era stata domata in pochi minuti al prezzo di un centinaio di vittime.

### In Ucraina
Già il 13 dicembre/25 dicembre una delazione aveva provocato l'arresto di Pestel e di altri affiliati all'«Associazione del Sud». I membri di questa seppero soltanto il 25 dicembre/6 gennaio del fallimento della rivolta di San Pietroburgo e decisero di agire a loro volta. il 29 dicembre/10 gennaio il reggimento «Černigov», al comando di Sergej Ivanovič Murav'ëv-Apostol, si mosse da Vasilkov per unirsi ad altri reggimenti della II armata di stanza a Žitomir. Ma il 3 gennaio/15 gennaio 1826, a Kovalevka, villaggio prossimo alla città di Fastov, si trovò di fronte la cavalleria e l'artiglieria del generale Heismar, inviate dal Comando per schiacciare la rivolta, che ebbero facilmente ragione della fanteria di Murav'ëv-Apostol, che fu ferito e catturato.
L'ex-ministro di Alessandro I, Michail Michajlovič Speranskij, già esiliato perché «troppo liberale», che i decabristi avevano inserito, a sua insaputa, nella lista dei ministri dello sperato futuro governo, s'incaricò di elaborare i capi di accusa e lo stesso zar Nicola condusse l'inchiesta: illuse i congiurati che avrebbero ricevuto clemenza se avessero reso un'aperta confessione. Ma le cose andarono diversamente: il 13 luglio/25 luglio 1826 si concluse a San Pietroburgo il processo e Sergej Murav'ëv-Apostol, Michail Bestužev-Rjumin, Pëtr Kachovskij, Pavel Pestel e Kondratij Ryleev furono impiccati, mentre oltre 120 decabristi vennero condannati ai lavori forzati in Siberia. Migliaia di soldati, appartenenti ai reggimenti ribelli, subite le regolamentari punizioni corporali, furono mandati nel Caucaso a fronteggiare la continua guerriglia in corso in quella regione.

## Il significato storico del decabrismo
Nicola I diede agli ambasciatori stranieri la sua interpretazione dei fatti, considerandoli un'estemporanea iniziativa di «pazzi ribelli» privi di qualunque sostegno nel Paese. La stampa reazionaria europea condivise questa interpretazione, diversamente dalla stampa liberale, che interpretò gli avvenimenti come una significativa prova che l'assolutismo zarista non era così granitico come sembrava e anch'esso era stato investito da quell'ondata che, un tempo dall'Inghilterra, e poi dall'America e dalla Francia, si era espansa in Spagna e in Italia, come un annuncio di tempi nuovi.
Anche se fallita, una novità importante si era verificata con la rivolta decabrista: dei nobili militari avevano preso le armi per rovesciare lo zar, non però per sostituirlo con un altro più gradito, ma per porre fine all'autocrazia. Il colonnello Murav'ëv-Apostol aveva diffuso tra i soldati del suo reggimento un particolare «catechismo», nel quale spiegava che l'unico governo che fosse in accordo con le leggi divine era «quello in cui non ci sono zar. Dio ci ha creato tutti eguali e, sceso in terra, ha scelto gli apostoli tra la gente semplice, non tra i nobili e gli zar [...] gli zar sono maledetti da Dio, perché fanno soffrire il popolo».
Un nobile proprietario come Pestel' aveva progettato di costituire una repubblica e di distribuire le terre dei proprietari ai contadini: perché allora i decabristi non ricorsero al diretto aiuto popolare? Perché la maggioranza di loro temeva un'insurresione popolare. Il decabrista Štejngel aveva detto a Ryleev che «in Russia la repubblica è impossibile. Una rivoluzione di questo tipo sarebbe rovinosa; nella sola Mosca ci sono 90.000 servi pronti a prendere il coltello e le prime vittime sarebbero le nostre nonne, zie e sorelle». Pertanto, i decabristi «furono sconfitti non tanto da Nicola I e dalla sua mitraglia, quanto dal fantasma di Pugacëv, che legò loro le mani nel momento decisivo e perdette per sempre la rivoluzione borghese in Russia».